# أفعوانيات الأذناب
أفعوانيات الأذناب (الاسم العلمي Ophiuridae)،طائفة من شعبة شوكيات الجلد، تتكاثر في المياه البحرية العميقة، وُجدَ بعضها في أعماق فاقت 6000 متر، يعيش بعضها في المناطق الساحلية حيث يختبئ في الرمل أو الوحل وتحت الأجسام المختلفة، ويعيش البعض الآخر داخل الإسفنج أو في مستعمرات لحيوانات أخرى كالمرجان، وهي واسعة الانتشار، تمتد من المناطق الاستوائية إلى المناطق القطبية.

## شكلها الخارجي
هي حيوانات صغيرة القد عمومًا، يصل قطر القرص المركزي لأكبرها إلى 10 سم وامتداد جسمه إلى 60 سم، في حين لا يتجاوز قطر قرص البعض الآخر 0.5 مم، ويتألف جسمها من قرص مركزي مستدير صغير يضم كافة أجهزة الجسم، من خمسة أذرع صلبة أسطوانية رفيعة تتميز من القرص بوضوح، وتبرز من بين صفائح الوجه السفلي للأذرع أقدام أنبوبية أو رجيلات صغيرة، لها في الأصل وظيفة حركية إلا أنها فقدت هذه الوظيفة في هذه الحيوانات وتحولت إلى أعضاء حسية، وهذه الرجيلات جزء من جهاز فريد من نوعه بين الحيوانات يُعد سمه مميزة لشعبة شوكيات الجلد، هو الجهاز الوعائي المائي، وتتفرع الأذرع لدى بعض أفعوانيات الأذناب غدة مرات، إلى أن يصبح عدد الفروع النهائية عشرات الألوف، والواقع أنه تُمَيَّز، بحسب تفرع الأذرع، رتبتان: رتبة الأفعوانيات ophiurae وهي ذات أذرع بسيطة، واسمها الشائع النجوم الهشة، ورتبة الواسعات Eurylae وهي ذات أذرع متشعبة، واسمها الشائع النجوم السَّلّية.
الأفراد البالغة من أفعوانيات الأذناب ذات تناظر شعاعي خماسي يُميَيَّز لها السطح العلوي فيسمى السطح البعيد عن الفم(بدلًا من السطح الظهري)، وينفتح الفم في مركز القرص، وهو محاط بخمسة فكوك مثلثة الشكل.